# Kalköfen Cox

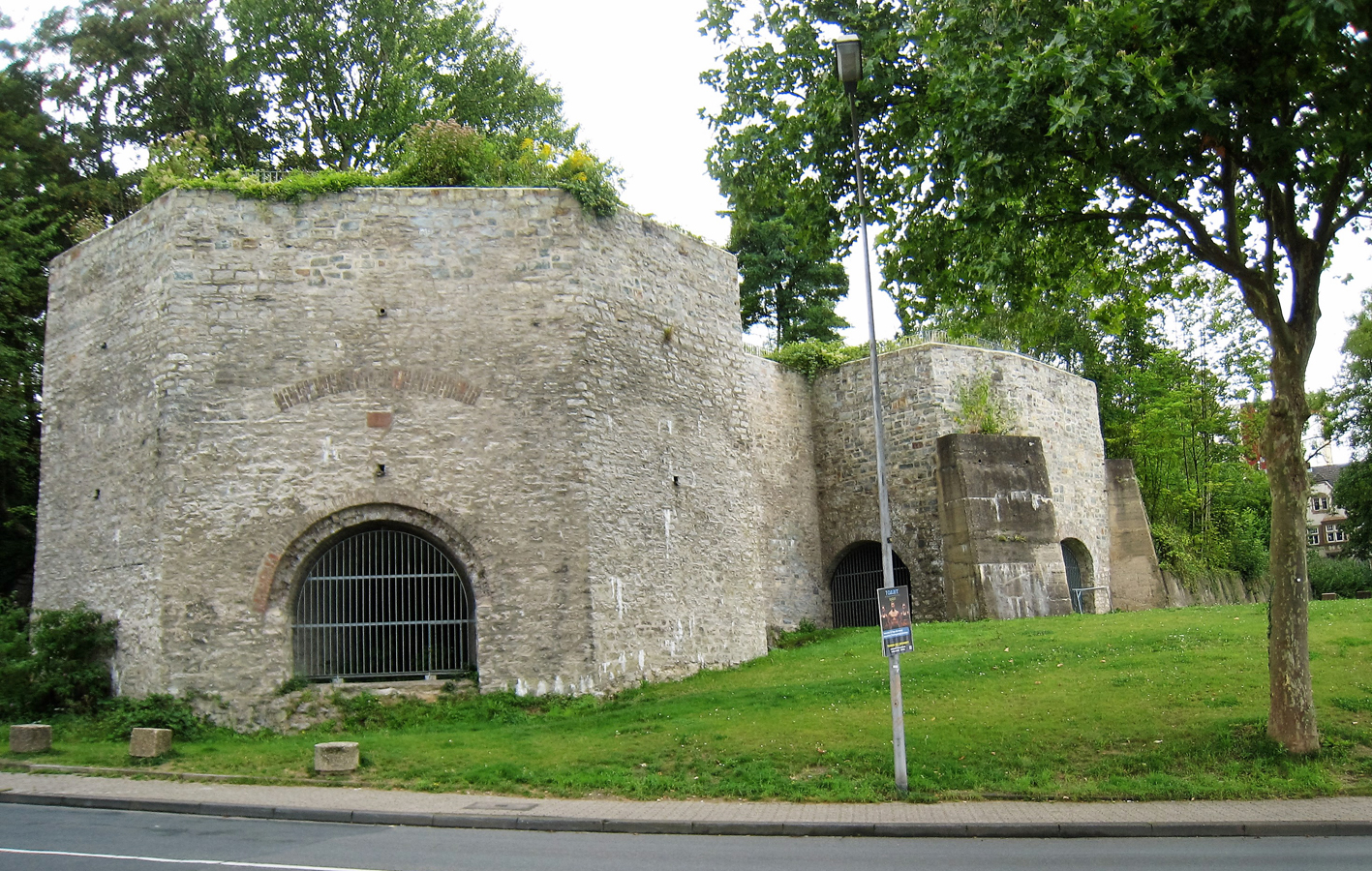
Kalköfen Cox in der Bergisch Gladbacher Innenstadt

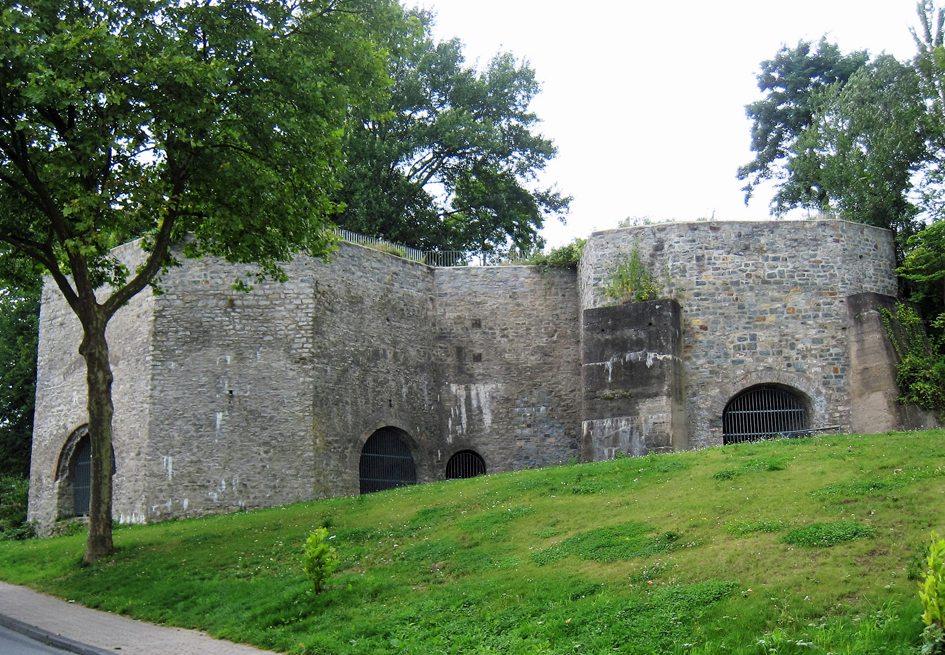
Seitenansicht

Die Kalköfen Cox sind Relikte aus der Zeit, als in der Paffrather Kalkmulde noch Kalk gebrannt wurde. Sie stehen an der Johann-Wilhelm-Lindlar-Straße/Ecke Jakobstraße im Stadtteil Stadtmitte von Bergisch Gladbach.

## Geschichte
Der Unternehmer Jakob Cox hatte an verschiedenen Stellen in Bergisch Gladbach Kalköfen, die er erfolgreich betrieb. Um näher an die Steinbrüche auf der Marienhöhe an der Reuterstraße heranzukommen, beantragte er am 2. Februar 1852 die Konzession zum Bau von zwei Kalköfen am so genannten Keller'schen Busch, die ihm am 28. April 1852 erteilt wurde. 1858 wurde das Areal noch um einen dritten Ofen erweitert. Die Anlage arbeitete insgesamt sehr erfolgreich und blieb bis 1958 in Betrieb. Dabei ermöglichte die unmittelbare Nähe zum Bahnhof Bergisch Gladbach einen kostengünstigen Transport der Fertigprodukte und des Brennmaterials.

## Denkmal
- Die Kalköfen Cox sind als Baudenkmal Nr. 133 in die Liste der Baudenkmäler in Bergisch Gladbach eingetragen.
- Das Gelände der Kalköfen Cox ist als Bodendenkmal unter Nr. 16 in die Liste der Bodendenkmäler in Bergisch Gladbach eingetragen.